# Halde Humbert

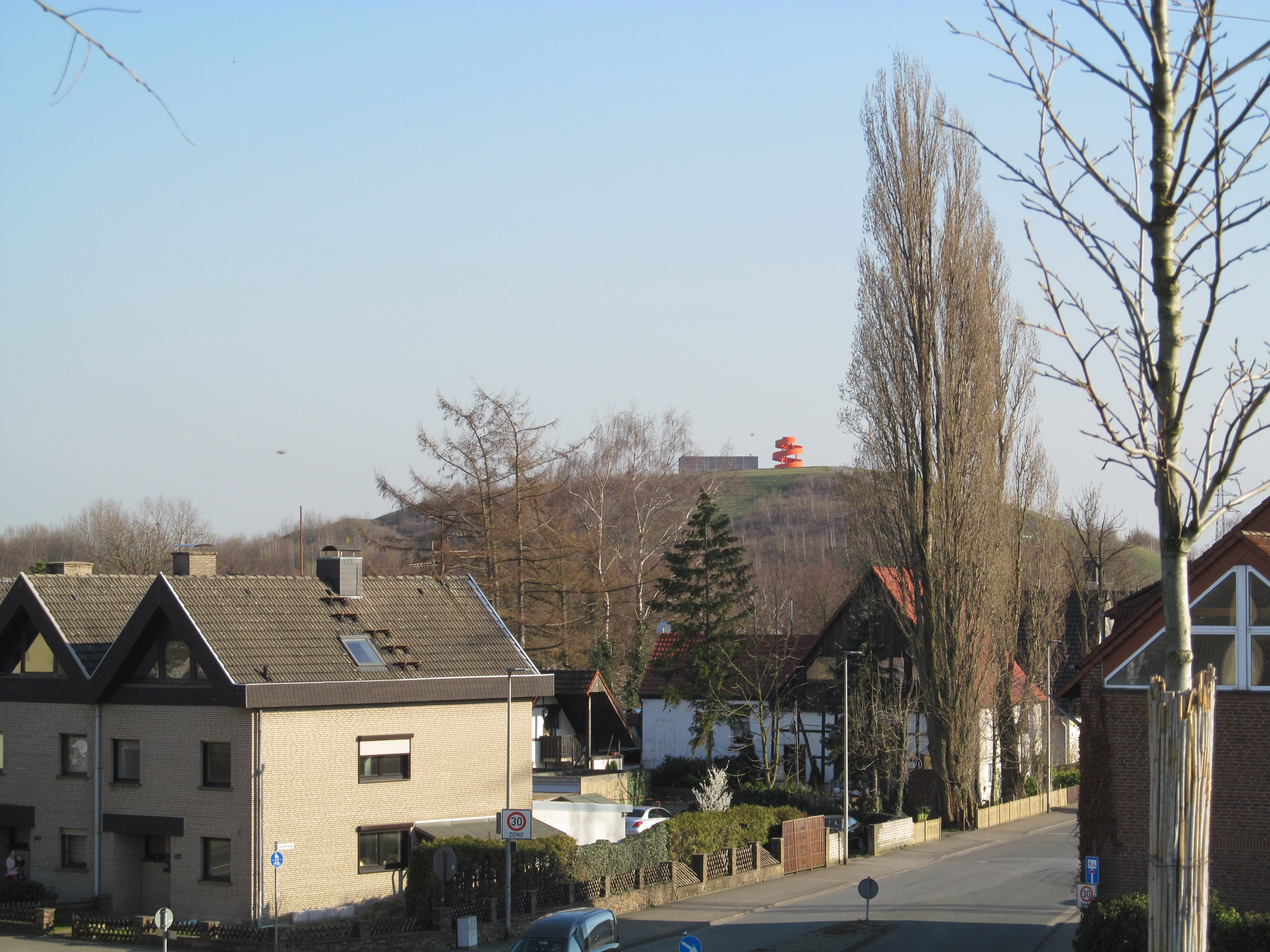
Halde mit Aussichtsturm

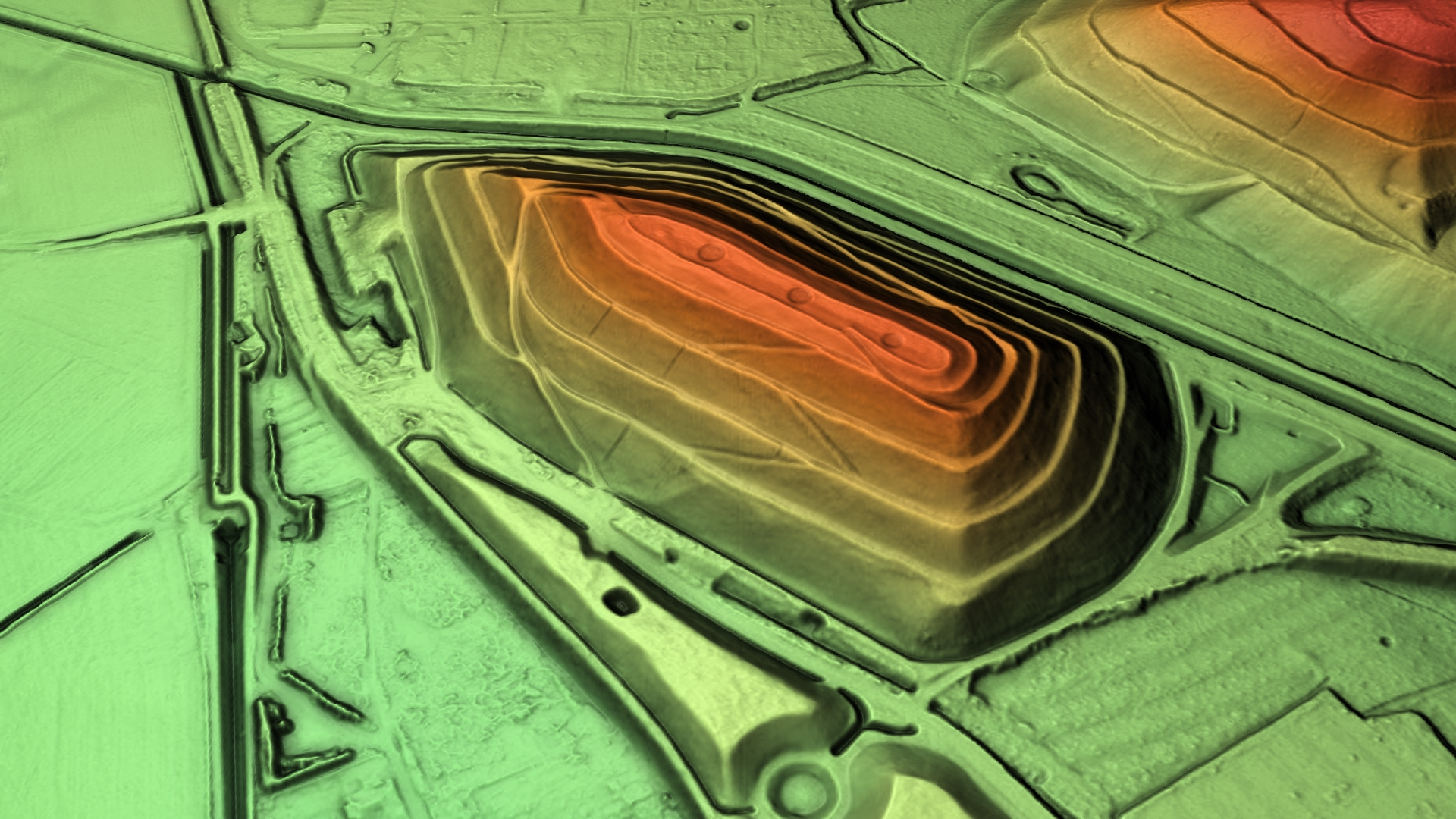
3D-Ansicht des digitalen Geländemodells

Die Halde Humbert, auch Kissinger Höhe 2 genannt, ist eine Bergehalde in Hamm in Westfalen im östlichen Ruhrgebiet.

## Charakter
Die Halde Humbert hat eine Fläche von rund 38 Hektar und ein Volumen von circa 1.500.000 Kubikmeter Bergematerial, eine Höhe von 98 m ü. M. und eine Aufschüttungshöhe von 43 Metern. Ihre Form erinnert an ein Schiff oder Bügeleisen mit nordwestlicher Ausrichtung ihrer „Spitze“ Richtung Herringen.
Von der Halde hat man, aufgrund des noch niedrigen Bewuchses, einen Blick auf die umliegenden Halden (und deren orangen Aussichtstürme) sowie über das östliche Ruhrgebiet. Sie dient heute als Teil des Lippeparks Hamm als Naherholungsgebiet.

## Geschichte
Namensgebend ist der 1930 fertiggestellte Wetterschacht Humbert der Zeche Heinrich-Robert (ab 1998 Teil des Bergwerks Ost), der unter ihr begraben ist. Eine Protegohaube kennzeichnet noch heute die Lage des Schachts. Bereits in den 1920er Jahren sind Ansätze einer Aufhaldung erkennbar, die heutige Form erhielt die Halde durch letzte Schüttungen in den Jahren 2000 bis 2005.
Die Halde gehört zum Hammer Konzept „Halde5“, zu dem die Aufstellung von orangefarbigen Aussichtstürmen auf den fünf Hammer Halden (Kissinger Höhe, Halde Sundern, Halde Humbert, Halde Schacht Franz Nord und Halde Radbod) gehört. Der Turm auf Humbert wurde 2018 installiert.
Sie ging Anfang 2021 in den Besitz des Regionalverbands Ruhr (RVR) über und steht seitdem nicht mehr unter Bergaufsicht.